# 職業としての学問
『職業としての学問』（しょくぎょうとしてのがくもん、独: Wissenschaft als Beruf、英: Science as a Vocation）は、1917年にドイツの社会学者であるマックス・ヴェーバーが、自ら大学生に向かって行った講演の内容を著した本である。 この講演は1917年11月7日に行われた（Max Weber Gesamtausgabe, 1/17, Tübingen,1992,S.49）。

## 概説

### 背景
この講演が行われた当時のドイツは、第一次世界大戦の末期であり、戦況は悪化する一方であった。そのような状況下で、学生たちは「もともと神や哲学が担っていたような役割」や「あらゆる意味への問いに答えうる価値観を授けてくれるような超然的存在」を欲しており、学問の中に全能的存在を、教師の中に指導者の姿を求めるような期待感が生まれつつあった。
ヴェーバーは、学生のそのような期待感を察知し、以下のように語った。

### 講演内容
まず、講演の前段では、アカデミックな職業人生に伴う現実的な問題を明らかにする。
たとえば、学者を志す者が、果たして将来教授などのポストを得られるか、それともそうはならずに人生を棒に振ってしまうかということは、そのほとんどが、その人の研究成果ではなく、運や偶然で決まってしまう。また、運よく大学教員になれたとしても、研究者としての評価と教育者としての評価の乖離の問題などを説明することで、ウェーバーは、大学教員としての人生について学生が抱く幻想を打ち砕く。
次に、本段では、学問の動向を踏まえて、学問にできることと学問にはできないことについて説明し、学問をすることの意味に対して疑問をつきつける。
近代の自然科学では、主知主義化や合理化が行われた（"脱呪術化"・"魔術からの解放"）。また、学問の専門領域が分化した（"神々の闘争"）。そのため、「真なる存在への道」という理想は失ってしまっており、もはや生の意味を学問に求めることなどできはしない。したがって、学問はもはや人々に価値を示すことはできず、究極的には学問をする意味などない。
また、それと関連して、学問と政策の峻別をすべきである。したがって、教師は自身の講義の中で、学生に自己の主張を説いたり、それを強制したりしてはならない（価値判断の回避（"価値自由"））。
また、学生をはじめとする若者が何らかの体験を得ようとするために結社の類を作ろうとする場合、そのような行為は、結局は小さな狂信的集団に陥るとも述べている。
最後に、講演の結びでは、学問が前段に述べられているようなものでしかないことを踏まえつつ、それでも敢えて学問に意義を見出そうとするならば、それは個人が「自己の立場の明確化」を助けることになるという。しかし、学問に伴う宿命、つまり自らが主体であり続けるということに耐えるという宿命を受け入れられないような人は、おとなしくキリスト教への信仰に戻り、非アカデミックな職業に就いて、そこで日々求められる役割を果たし、人間関係の中で生きるべきであるとする。

## 出版と翻訳
当日速記が行われ、ウェーバー自身が手を入れ出版された。
本書で語られている内容・警告が時代を超え、21世紀現代の学問状況（高等教育）にも大きく該当し得られる教訓も多いため、新訳も出され読まれつづけている。
主な日本語訳
- 『職業としての学問』 尾高邦雄訳、岩波文庫、1977年、ISBN 400-3420950。ワイド版1993年
- 『職業としての政治　職業としての学問』 中山元訳、日経BPクラシックス、2009年、ISBN 4822247228
- 『仕事としての学問　仕事としての政治』 野口雅弘訳、講談社学術文庫、2018年、ISBN 406-5122198
- 『職業としての学問 現代訳』 三浦展訳、プレジデント社、新装版2017年、ISBN 4833422204
- あぶくま守行ホームページ内のonline ebook（英語）。以下は電子書籍
- online ebook（ドイツ語）
- 職業としての科学。岡部拓也訳、webで読める翻訳